# ETFE

Estructura molecular.

Se conoce como ETFE (a veces denominado erróneamente EFTE) a un tipo de polímero termoplástico de gran resistencia al calor, a la corrosión y a los rayos UV. Las siglas ETFE son el acrónimo del Etileno-TetraFluoroEtileno, siendo el material un copolímero de esta molécula.

## Características
El ETFE es un polímero termoplástico transparente de extraordinaria durabilidad: posee una elevada resistencia química y mecánica (al corte y a la abrasión), así como una gran estabilidad ante cambios de temperatura (soporta hasta 170 °C). Es además combustible pero no inflamable. La resina es procesable por extrusión, moldeo por inyección, por compresión, por transferencia y por presión de líquido.
Sin embargo su cualidad más destacable es su elevada resistencia a los rayos ultravioleta, que permite que, a diferencia de otros plásticos, no amarillee por su exposición a los rayos solares. Esta característica convierte al ETFE en una alternativa al vidrio en la edificación.
El ETFE pesa 100 veces menos que el vidrio, deja pasar más luz, y en configuración de doble lámina o "almohada" es más aislante. Además es fácil de limpiar y reciclable.
Actualmente está siendo estudiado por los científicos Botey, Castella yPlanas.

## ETFE en la arquitectura
Aunque el material ya se conocía, la primera vez que se utilizó como sustituto del vidrio fue en 1983, en un pabellón de un zoo en Holanda.
Actualmente se emplea principalmente en estructuras tensadas, tanto monocapa como bicapa.
Los edificios confeccionados con EFTE más emblemáticos hasta la fecha son:
- Proyecto Eden de Nicholas Grimshaw.
- El "Cubo de Agua" diseñado por el estudio PTW para albergar las pruebas de natación de los Juegos Olímpicos de Pekín 2008.
- El estadio Allianz Arena de Múnich diseñado por los arquitectos Herzog & de Meuron.
- La Cúpula del Milenio en Valladolid, que anteriormente había sido el Pabellón SED en la Expo de Zaragoza 2008.
- Cubiertas de cojines de ETFE del AWM Carport en Múnich.
- Edificio MediaTIC de Enric Ruiz Geli en Barcelona.
- Estadio de San Mamés en Bilbao.
- Centro de entretenimiento de Khan Shatyry de Norman Foster en Astaná (2006 - 2010)[7]
- Estadio Olímpico de Sochi, diseñado para los Juegos Olímpicos de Sochi 2014
- Yujiapu Traffic Hub, Tianjin, China, SKYPE: Membrane.structures, https://web.archive.org/web/20150216103342/http://kdmem.com/a/news/2014/1016/142.html
- Estadio Cuauhtémoc en Puebla, México. Inaugurado en noviembre de 2015. Diseñado por www.dunn-lwa.com  Archivado el 17 de noviembre de 2015 en Wayback Machine.
- Estadio de Anoeta en San Sebastián.
- Pabellón Serpentine Gallery 2015.